# Lieja-Bastoña-Lieja 1925
La Lieja-Bastogne-Lieja 1925 fue la 15.ª edición de la clásica ciclista Lieja-Bastoña-Lieja. La carrera se disputó el domingo 14 de mayo de 1925, sobre un recorrido de 231 km. El vencedor final fue el belga Georges Ronsse, que se impuso al esprint a su compañero de fuga, el también belga Gustaaf Van Slembrouck. Louis Eelen completó el podio al llegar a más de ocho minutos. 

## Clasificación final
| Posición | Ciclista               | Equipo    | Tiempo   |
| -------- | ---------------------- | --------- | -------- |
| 1        | Georges Ronsse         | -         | 7h52'00" |
| 2        | Gustave Van Slembrouck | -         | s.t.     |
| 3        | Louis Eelen            | -         | a 8'00"  |
| 4        | Armand Van Bruaene     | -         | s.t.     |
| 5        | Henri Dekeyser         | -         | s.t.     |
| 6        | Georges Brosteaux      | -         | a 15'00" |
| 7        | Léon Martin            | JB Louvet | s.t.     |
| 8        | Julien Vuylsteke       | -         | s.t.     |
| 9        | Omer Mahy              | -         | a 16'00" |
| 10       | Omer Taverne           | -         | a 18'00" |